# بيركنز كينغ
بيركنز كينغ (بالإنجليزية: Perkins King) هو محامي وقاضي وسياسي أمريكي، ولد في 12 يناير 1784، وتوفي في 29 نوفمبر 1857 في الولايات المتحدة. حزبياً، نشط في الحزب الديمقراطي. وقد انتخب عضو جمعية ولاية نيويورك وانتخب عضو مجلس النواب الأمريكي.